# Gloriosa rigidifolia
Gloriosa rigidifolia är en tidlöseväxtart som först beskrevs av Bredell, och fick sitt nu gällande namn av John Charles Manning och Annika Vinnersten. Gloriosa rigidifolia ingår i släktet Gloriosa och familjen tidlöseväxter. Inga underarter finns listade i Catalogue of Life.